# Bazziet

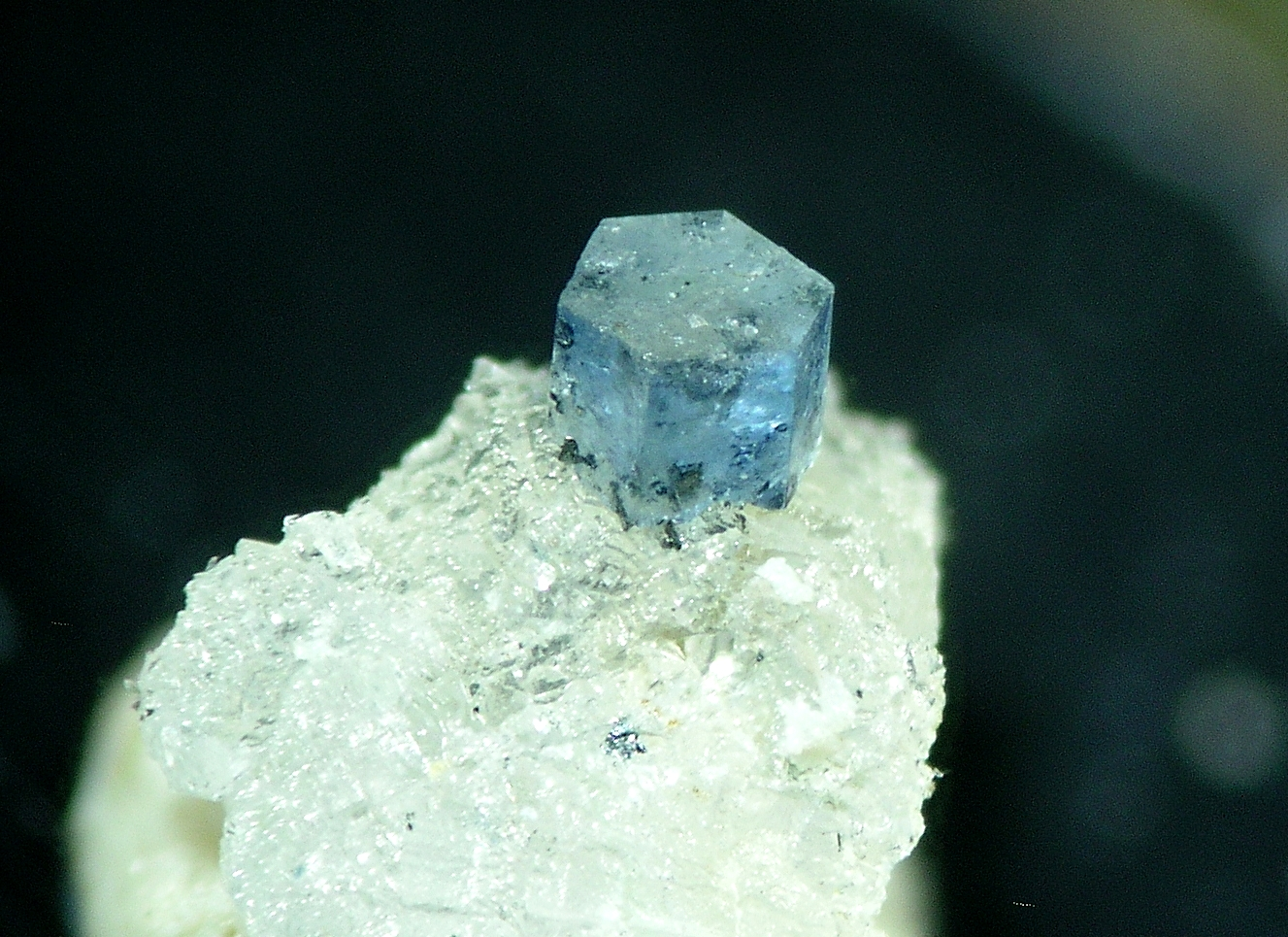

Bazziet is een beryllium-scandium-aluminium-cyclosilicaat met de chemische formule Be3(Sc,Al)2Si6O18. Het behoort tot de berilgroep.

## Eigenschappen
Het azuur- tot donkerblauwe bazziet heeft een glasglans en een vaal blauwwitte streepkleur. Het kristalstelsel is hexagonaal en de splijting is onduidelijk volgens het kristalvlak [0001]. De gemiddelde dichtheid is 2,8 en de hardheid is 6,5. Bazziet is niet radioactief.

## Naamgeving
Het mineraal bazziet is genoemd naar de Italiaanse ingenieur A. E. Bazzi.

## Voorkomen
Bazziet wordt, zoals de meeste beryllium- en scandiumhoudende mineralen, voornamelijk gevormd in pegmatieten. De typelocatie is aan het Lago Maggiore in Italië. Het wordt ook gevonden in Thiemendorf vlak bij Königshain, Lausitz, Sachsen, Duitsland.